# Bruyères
Bruyères település Franciaországban, Vosges megyében. Lakosainak száma 2935 fő (2022. január 1.). Bruyères Grandvillers, Laval-sur-Vologne, Laveline-devant-Bruyères, Vervezelle, Belmont-sur-Buttant, Brouvelieures, Champ-le-Duc, La Chapelle-devant-Bruyères és Fays községekkel határos.

## Népesség
A település népességének változása:
| Lakosok száma | 3187 | 3115 | 3136 | 3064 | 3078 | 3073 | 3028 | 2981 | 2935 |
|               | 2013 | 2015 | 2016 | 2017 | 2018 | 2019 | 2020 | 2021 | 2022 |